# Tiszaug
Tiszaug község Bács-Kiskun vármegye Tiszakécskei járásában.

## Fekvése
A Tisza bal partján fekvő település, Lakitelektől keletre és Csongrádtól északra, amelynek vannak határrészei a folyó túlsó partján is. Régóta fontos tiszai átkelőhely.
Szomszédai: észak felől (a jobb parton) Tiszakécske Kerekdomb településrésze, északkelet felől Tiszakürt, délkelet felől Csépa, dél felől Tiszasas, délnyugat felől Tiszaalpár, nyugat felől pedig Lakitelek (utóbbi kettő úgyszintén a jobb parton).

### Megközelítése

#### Közút
Közigazgatási területén áthalad nyugat-keleti irányban a 44-es főút, így ez a leginkább kézenfekvő elérési útvonala Budapest-Kecskemét, illetve Békés vármegye nagyobb városai és Kunszentmárton felől is. Ezen felől az átadása után át fog haladni a község határán, a belterölettől északra az előbbi főutat kísérő települések tehermentesítésére épülő M44-es autóút is, ennek Tiszaughoz legközelebb eső csomópontját Tiszakürt nyugati határszélére tervezték.
A község lakott területeit egyébként az említett utak egyike sem érinti, a központon annak főutcájaként, nagyjából északnyugat-délkeleti irányban a 4511-es út halad végig, az épülő M44-csomópont térségétől pedig a 45 111-es számú mellékút vezet a faluba.

#### Vasút
Tiszaugot a hazai vasútvonalak közül a MÁV 146-os számú Kiskunfélegyháza–Kunszentmárton-vasútvonala érinti, amelynek két megállási pontja van itt: Kiskunfélegyháza vasútállomás felől sorrendben előbb Tiszaug-Tiszahídfő megállóhely, majd Tiszaug megállóhely. Előbbi a nevének megfelelően a tiszaugi vasúti Tisza-híd bal parti hídfője közelében létesült, közvetlenül a 44-es főút mellett, míg utóbbi a község belterületének keleti szélén; ennek közúti megközelítését csak önkormányzati utak teszik lehetővé.

## Története
A község eredete régi időkre nyúlik vissza. Említik a garamszentbenedeki apátság alapítólevelében (1075-ben).
1329 előtt az örökös nélkül elhalt Simon és Adorján birtoka volt, melyet Károly Róbert király Kátai Péter fiának Szunyog (Zunugh) András királyi apródnak adományozott.
A környező településekkel együtt királyi kézről később egyházi birtokba került, majd 1472-ben Kinizsi Pál birtokába.
1683-ban aránylag jó faluként könyvelték el, 1697-re azonban már a feljegyzések szerint pusztává vált. 1715–16 fordulóján néhány Ugról korábban Csongrád újfaluba menekült lakó visszatért, és megkezdte a falu újratelepítését. A község 1780 körül késő barokk stílusban épült, műemlék jellegű, református temploma egyhajós, egyenes záródású templom homlokzat előtti toronnyal. A katolikus földesúr 1788-ban Tiszaugon kápolnát építtetett.
Néprajzi szempontból a falu a Tiszazughoz tartozik. A község a Tisza teraszára épült, U alakban követte a folyó kanyarulatát. Települési szerkezete halmazos. Házait főleg helyben található anyagokból (agyag, nád, vessző stb.) építtették. Az 1868. évi és 1919. évi árvíz miatt építkezése nem archaikus. Épületei között gyakoriak a tornácos házak. Tagolatlan társadalmában a cselédek elkülönültek. Önellátó gazdaságai számára lényeges kiegészítést adott, a részes aratás, a gyűjtögetés, az ártéri halászat, szövés-fonás, vessző- és gyökérfonás.
A község területe három uraság birtokában volt, amely birtokhoz egy-egy kastély is tartozott. A helyi hagyomány szerint az egyike Rákóczié és Bercsényié is volt. A nagybirtokok szerepe számottevő volt Tiszaugon, egészen a 20. század közepéig. Területére jellemző volt a mezőgazdaság, ipari tevékenység a múltban sem volt jelentős.
Tiszaug korábban Jász-Nagykun-Szolnok megyéhez tartozott, a települést azonban saját kérésére 1999. június 30-án az Országgyűlés Bács-Kiskun megyéhez csatolta. 

## Közélete

### Polgármesterei
- 1990–1994: Hegedűs Jánosné[5][6] (Vásárhelyi Pál Község- és Természetvédő Egyesület)[7]
- 1994–1998: Hegedűs Jánosné (független)[8]
- 1998–2002: Hegedűs Jánosné (független)[9]
- 2002–2006: Hegedűs Jánosné (független)[10]
- 2006–2007: Hegedűs Ernő (független)[11]
- 2007–2010: Sinka Ferenc Márton (független)[12]
- 2010–2014: Sinka Ferenc Márton (független)[13]
- 2014–2019: Káré Gábor (Fidesz-KDNP-Nemzeti Fórum)[14]
- 2019–2024: Káré Gábor (Fidesz-KDNP-Nemzeti Fórum)[15]
- 2024– : Madari Márton (Fidesz-KDNP-Nemzeti Fórum)[1]

A településen 2007. december 16-án időközi polgármester-választást tartottak, az előző polgármester halála miatt.

## Népesség
A település népességének változása:
| Lakosok száma | 925  | 886  | 979  | 972  | 857  | 885  | 888  |
|               | 2013 | 2014 | 2018 | 2021 | 2022 | 2023 | 2024 |

A 2011-es népszámlálás során a lakosok 84%-a magyarnak, 0,4% cigánynak, 1,3% németnek, 0,3% románnak mondta magát (15,9% nem nyilatkozott; a kettős identitások miatt a végösszeg nagyobb lehet 100%-nál). A vallási megoszlás a következő volt: római katolikus 22,6%, református 17,1%, görögkatolikus 0,3%, felekezeten kívüli 34,2% (24,8% nem nyilatkozott).
2022-ben a lakosság 92,6%-a vallotta magát magyarnak, 0,8% románnak, 0,5% szlováknak, 0,5% németnek, 0,4% szerbnek, 0,1-0,1% ruszinnak, cigánynak és ukránnak, 2% egyéb, nem hazai nemzetiségűnek (7,2% nem nyilatkozott; a kettős identitások miatt a végösszeg nagyobb lehet 100%-nál). Vallásuk szerint 16,3% volt római katolikus, 12% református, 0,4% görög katolikus, 0,2% ortodox, 0,1% evangélikus, 0,8% egyéb keresztény, 2,3% egyéb katolikus, 18,8% felekezeten kívüli (48,9% nem válaszolt).

## Nevezetességei
A patkó alakú Holt-Tisza holtág természetes lefűződéssel alakult ki a Tisza bal parti ármentesített területén. Közigazgatásilag Tiszaug községhez tartozik. Hossza 3,7 km, átlagos szélessége 100 m, területe 53 ha, átlagos mélysége 2,3 m, víztérfogata 851 ezer m3. Tulajdonosa Tiszaug Község Önkormányzata és kezelője 2007-től a Király és Társai Halászati kft. Élővilága igen változatos. Több vízi madár táplálkozó és pihenő helye. A tóban az alábbi halfajok találhatók: ponty, amur, harcsa, süllő, csuka, angolna, busa, keszeg, kárász, törpeharcsa. A vízpartot gazdag növényzet határolja. A patkó alakú tó északi végénél jelentős méretű nádas található. Jellegzetesen nád és sás szegélyezi a vízpartot helyenként 2-5 méter szélességben is. A tó végének falu felőli részén jelentős területen tavirózsák is találhatóak. Ráadásul 1926-ban itt figyelték meg először hazánkban a balkáni gerlét.
A tó délkeleti részén kijelölt strand található. Itt lassan mélyülő enyhén iszapos tófenék található.
A holtág horgászvízként működik: www.tiszaugi-holtag.hu

## A település helyi értékei[19]
a) Agrár- és élelmiszergazdaság:
- Szürke marha gulya bivallyal

b) Egészség és életmód:
c) Épített környezet
- Református templom
- Katolikus Kápolna
- Radvány Kastély /része a Szőke Tisza Otthonnak/
- Luby-Bánhidy udvarház
- Emlékpark-Kopjafa
- Ártézi kút-díszkút

d) ipari és műszaki megoldások:
e) kulturális örökség:
- Tájház Tiszaug Község Önkormányzata, 6064 Tiszaug, Rákóczi u., 56/328-001

f) sport:
- Tiszaugi Testedző Egyesület
- Kenukölcsönző, Tiszaug Község Önkormányzata, 6064 Tiszaug, Rákóczi u. 51., 20/533-1024

g) természeti környezet:
- 40ha-os Holt-Tisza tavirózsákkal
- Körtvélyesi legelő vadkörtefákkal

h) turizmus és vendéglátás:
- X-Games Hotel ***
- Club Hotel Pegazus
- Fejes Vendégház
- Tóparti Vendégház
- Tavirózsa Vendégház
- Árnyas Üdülőház
- Kárász Turistaszállás

Közösségek, alkotók:
- Balás Edéné, aranykoszorús fafaragó mester
- Olar Mircea, pirogravúr
- Fekete Edit, gyöngyfűzés
- Szakács Józsefné, foltvarrás
- Nyáridő Közalapítvány
- Tiszaugi Testedző Egyesület
- Tiszaugért Alapítvány
- Mosolyunkért Alapítvány
- Tiszavirág Horgász Egyesület
- Tisza Vadásztársaság
- Király és Tsa. Halászat

Helyi hagyományok, rendszeres események
- Falunap
- Kenu-Beach
- Szüreti Felvonulás és Bál
- Falukarácsony